# Кассовый разрыв
Кассовый разрыв (англ. cash deficiency, cash gap) — временное отсутствие денежных средств, необходимых для финансирования наступивших очередных расходов по бюджету. Понятие «кассовый разрыв» не следует путать с понятием «бюджетный дефицит». Кассовый разрыв может возникнуть у любой организации, компании, предприятия, государства, при исполнении ими своего бюджета или в ходе коммерческой деятельности.
Кассовый разрыв возникает в связи с тем, что сроки поступления денежных средств в бюджет отстают от сроков их расходования. Иными словами, наступает необходимость потратить денежные средства уже сейчас (траты бюджета), за счет поступлений, предусмотренных в более поздние даты.
Основными причинами возникновения кассовых разрывов при исполнении государственного (федерального, республиканского, областного, краевого и т.д.) или местного бюджета является неравномерность проведения значительной части бюджетных расходов в силу ряда объективных обстоятельств. Это может быть обусловлено сезонным характером осуществления мероприятий, например, по финансированию досрочного завоза грузов для государственных нужд, или выплатой отпускных, оплатой работникам бюджетных учреждений проезда в отпуск, проведением капитальных расходов, расходов в области сельского хозяйства и т. д.
Кассовый разрыв, возникающий при исполнении бюджета субъекта Российской Федерации (регионального бюджета), может покрываться за счет бюджетных кредитов, предоставляемых из федерального бюджета. Если кассовый разрыв образуется при исполнении местных бюджетов, он может быть покрыт за счет кредитов, предоставляемых из бюджетов субъектов РФ.
Примером покрытия кассового разрыва могут быть выдачи бюджетных кредитов на покрытие временного недостатка средств местных бюджетов региона РФ, предназначенных для выдачи заработной платы бюджетникам за время их летнего отпуска (как пример) или для приобретения оборудования для школ, медицинских учреждений и тому подобных расходов. Бюджетные кредиты для погашения кассового разрыва выдаются на короткий срок в пределах текущего бюджетного года и в размерах, не превышающих фактическую потребность в денежных средствах, и с условием погашения в установленный срок.
Для покрытия кассового разрыва могут применяться также кредиты и займы и другие средства краткосрочного кредитования.